# Tony Tomassi
Tony Tomassi (15 janvier 1971 à Montréal - ) est un homme politique québécois d'ascendance italienne et ancien député de l'Assemblée nationale. De 2008 à 2010, il a été ministre de la Famille dans le gouvernement Charest. Il a été démis de ses fonctions et exclu du caucus du Parti libéral le 6 mai 2010 en raison de dépenses personnelles qu'il aurait fait avec une carte de crédit d'une compagnie privée alors qu'il était ministre. Il était au même moment au centre d'une controverse sur l'attribution de place en garderie par le gouvernement. Il a remis sa démission à titre de député le 3 mai 2012.

## Biographie
Tony Tomassi a commencé des études en science politique à l'Université de Montréal et à l'Université du Québec à Montréal au début des années 1990, sans toutefois les compléter. Il a travaillé durant la même période en tant qu'attaché politique de Michel Bissonnet, député  de Jeanne-Mance (1989 à 1993) et de Huguette Boucher-Bacon, députée de Bourget (1993 à 1994).

### Vie politique
Lors de l'élection fédérale de 1993, il est candidat, à 22 ans, pour le parti progressiste-conservateur dans la circonscription de Saint-Léonard. Il arrivera en troisième place derrière les candidats libéral et bloquiste. Après la défaite des libéraux en 1994, il réoriente sa carrière et travaille au groupe Genco, une entreprise de construction dont le principal actionnaire est son père, Donato, un important organisateur du PLQ. Tomassi occupe le poste de directeur général de l'entreprise de 1997 à son retour en politique.
Lors de l'élection provinciale de 2003, il se présenta, avec succès, pour le Parti libéral du Québec dans la circonscription de LaFontaine. Il sera réélu par 11 526 voix à l'élection de 2007. Au cours de ses premières années à titre de député, Tomassi siège au sein de plusieurs commissions de l'Assemblée nationale et participe aux travaux du Bureau de l'Assemblée nationale, l'instance chargée de la régie administrative du parlement, du 5 décembre 2003 au 5 novembre 2008.
Réélu avec une majorité de 10 181 voix lors de l'élection générale de 2008, il accède au conseil des ministres à titre de ministre de la Famille, notamment responsable du programme des Centres de la petite enfance, le 18 décembre 2008.
Le 6 mai 2010, après plusieurs semaines sous les projecteurs notamment pour sa présumée implication dans un système de favoritisme dans le dossier des garderies à 7 $, Tony Tomassi se fait congédier de ses fonctions par son chef. Une histoire d'utilisation de carte de crédit appartenant à BCIA pour payer des factures d'essence a motivé la décision de M. Charest.

### Accusations criminelles
Le 11 octobre 2011, le directeur des poursuites pénales dépose trois chefs d'accusation contre Tomassi relativement à des actes qu'il aurait commis de 2007 à 2010. Il est accusé d'abus de confiance et de fraude contre le gouvernement.
Il plaide coupable en 2014 aux accusations de fraude. Il est condamné à faire des travaux communataires.
Le 17 novembre 2017, il est appréhendé pour avoir sollicité une prostituée qui était en fait une agente double de la police de Montréal (SPVM).